# Izumrudnoje Lake
Der Izumrudnoje Lake (englisch; russisch Озеро Изумрудное Osero Isumrudnoje, deutsch ‚Smaragdsee‘) ist ein See an der Knox-Küste des ostantarktischen Wilkeslands. Er liegt in den Bunger Hills.
Wissenschaftler einer sowjetischen Antarktisexpedition kartierten ihn 1956. Russische Wissenschaftler benannten ihn. Das Antarctic Names Committee of Australia übertrug diese Benennung ins Englische.